# Église Saint-Martin de Jaucourt
L'église de Jaucourt est une église catholique d'architecture romane située à Jaucourt, en France.

## Description

### Mobilier remarquable
- Une dalle funéraire du XVIIe siècle de François Hardi[1].
- Un reliquaire de la Vraie Croix du XIVe qui est actuellement au Musée du Louvre.

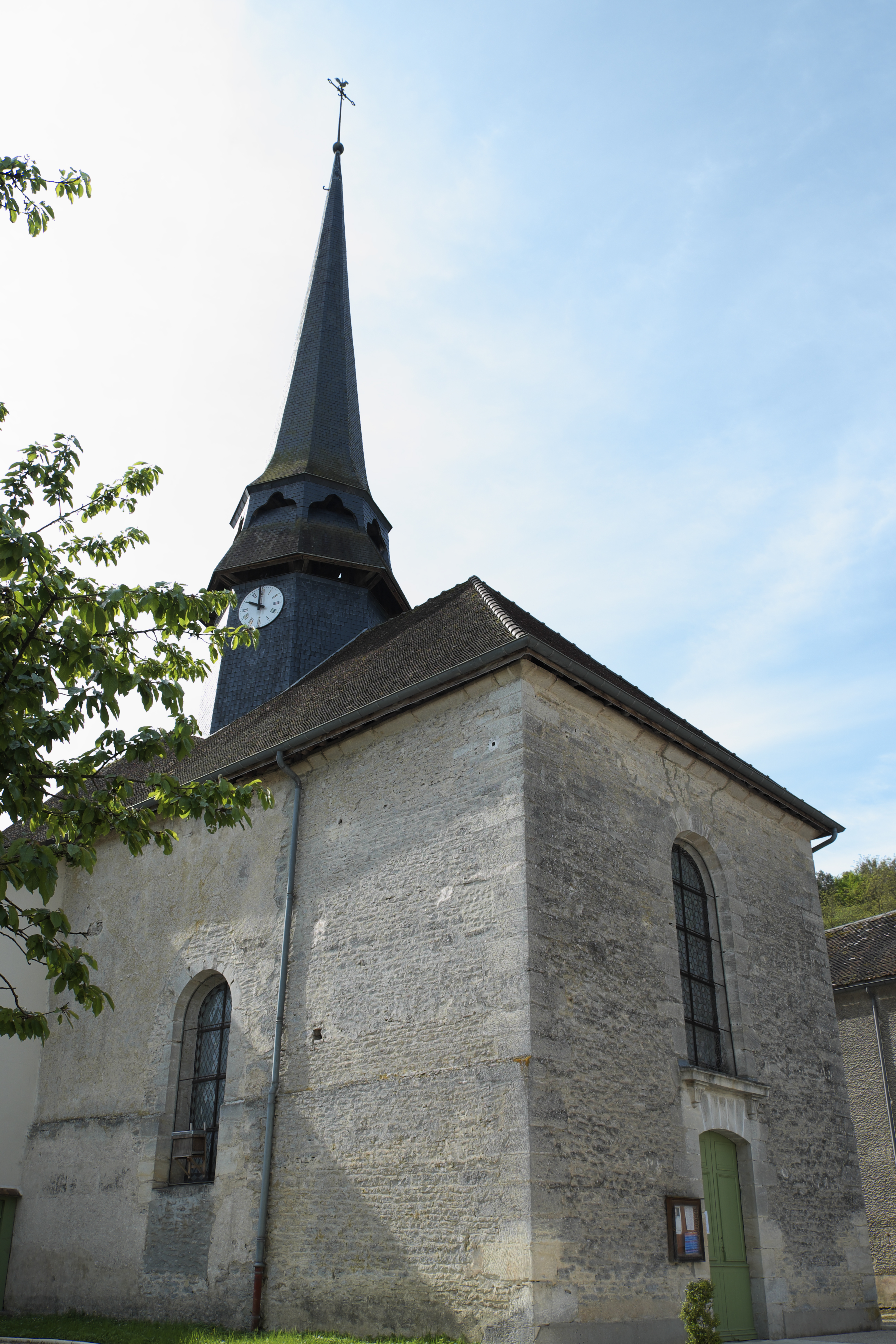
Détail de l'église.
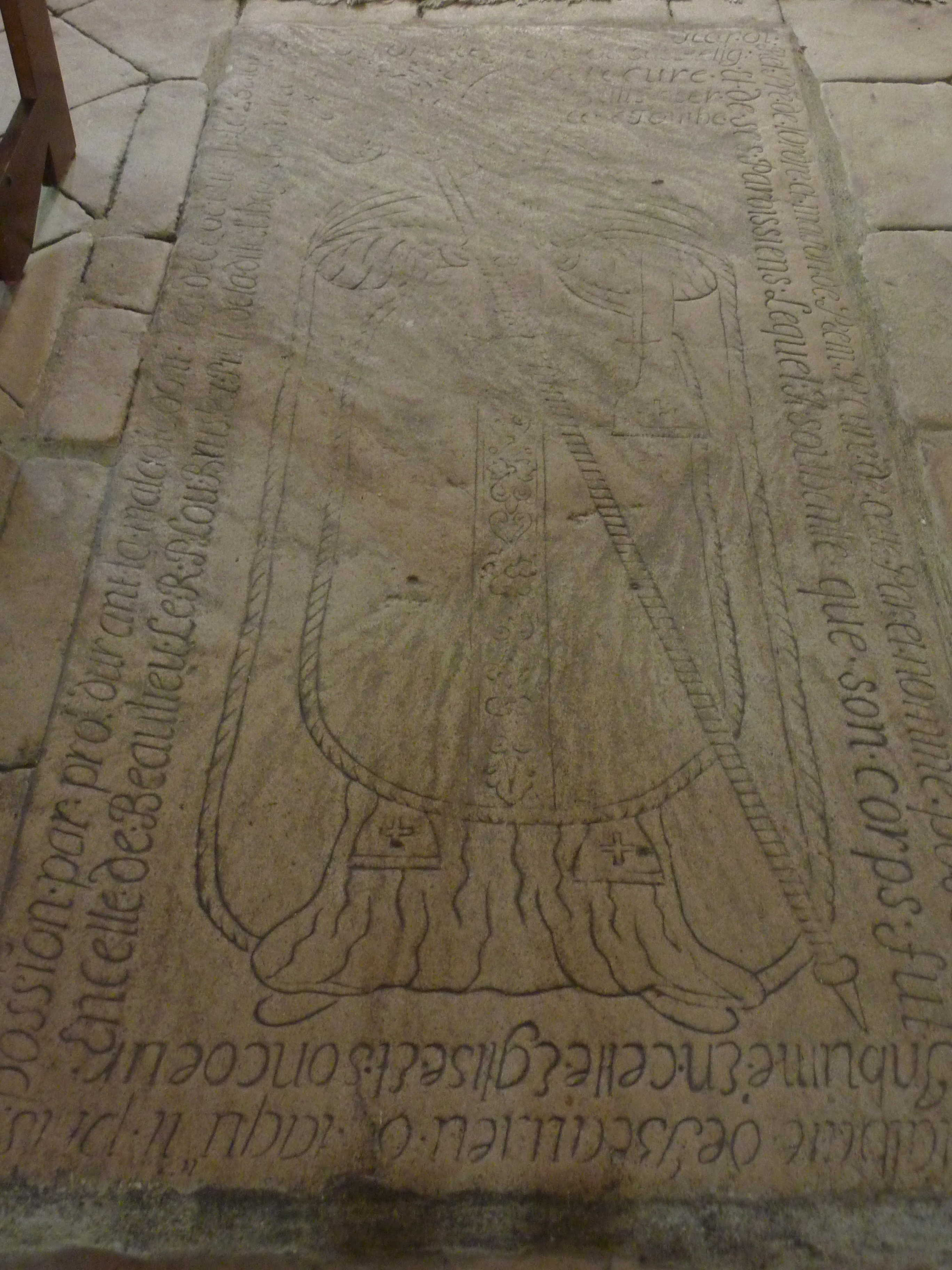
Dalle de F. Hardi.

## Localisation
L'église est située à Jaucourt, dans le département français de l'Aube.

## Histoire
Cette église placée sous la protection de saint Martin date du XIIe siècle avec un remaniement moderne de la nef et des chapelles. Elle fait 21 m de long, 6,5 de large et 8 m de hauteur.
Prieuré cure du diocèse de Langres et du doyenné de Bar-sur-Aube, elle appartenait à l'abbaye de Beaulieu.